# Potok, Rimavská Sobota
Potok este o comună slovacă, aflată în districtul Rimavská Sobota din regiunea Banská Bystrica. Localitatea se află la altitudinea de 301 m deasupra n.m., se întinde pe o suprafață de 8,91 km2 și în 2017 număra 30 de locuitori. Se învecinează cu comuna Hrušovo.

## Istoric
Localitatea Potok este atestată documentar din 1323.

## Demografie
| An:                | 1994 | 2004    | 2014    | 2024    |
| ------------------ | ---- | ------- | ------- | ------- |
| Număr de persoane: | 58   | 36      | 41      | 21      |
| Diferență:         |      | −37,93% | +13,88% | −48,78% |

| An:                | 2023 | 2024    |
| ------------------ | ---- | ------- |
| Număr de persoane: | 19   | 21      |
| Diferență:         |      | +10,52% |